# Filipinas en los Juegos Paralímpicos de Sídney 2000
Filipinas estuvo representada en los Juegos Paralímpicos de Sídney 2000 por dos deportistas, un hombre y una mujer.

## Medallistas
El equipo paralímpico filipino obtuvo las siguientes medallas:
| Nombre           | Deporte                   | Evento            |
| ---------------- | ------------------------- | ----------------- |
| Oro              |                           |                   |
| —                |                           |                   |
| Plata            |                           |                   |
| —                |                           |                   |
| Bronce           |                           |                   |
| Adeline Dumapong | Levantamiento de potencia | –82,5 kg femenino |